# Блажкова (Нижньосілезьке воєводство)
Блажкова (пол. Błażkowa, нім. Blasdorf) — село в Польщі, у гміні Любавка Каменноґурського повіту Нижньосілезького воєводства.
Населення — 241 особа (2011).
У 1975-1998 роках село належало до Єленьоґурського воєводства.

## Демографія
Демографічна структура станом на 31 березня 2011 року:
|          | Загалом | Допрацездатний вік | Працездатний вік | Постпрацездатний вік |
| -------- | ------- | ------------------ | ---------------- | -------------------- |
| Чоловіки | 123     | 24                 | 87               | 12                   |
| Жінки    | 118     | 21                 | 67               | 30                   |
| Разом    | 241     | 45                 | 154              | 42                   |